# Phloeomys pallidus
Phloeomys pallidus is een knaagdier uit het geslacht Phloeomys dat voorkomt in het noorden van Luzon in de Filipijnen, in de provincies Abra, Benguet, Kalinga-Apayao, Laguna en Nueva-Viscaya en in de regio Bataan/Zambale. De soort komt voor van zeeniveau tot op 2000 meter hoogte in allerlei regenwoud- en struikgebieden. De soort is wijdverspreid en algemeen. Hij wordt bejaagd.
De soort is groter dan de bonte reuzenschorsrat (P. cumingi), de andere soort van het geslacht, en heeft een langere, zachtere en lichtere vacht. Soms worden de twee soorten echter nog als één soort opgevat.